# دثن
دثن قرية سعودية، تتبع مركز مركز سوق العين في محافظة الليث بمنطقة مكة المكرمة. تقع في شمال مدينة الليث بمسافة نحو (195) كم.